# Gianfranco Bedin
Gianfranco Bedin (San Donà di Piave, 24 luglio 1945) è un ex calciatore e dirigente sportivo italiano, di ruolo centrocampista.

## Caratteristiche tecniche
Era un mediano dotato di spiccate attitudini difensive, alle quali univa una buona visione di gioco.

## Carriera

### Giocatore

#### Club
Cresciuto nell'Inter, esordisce in prima squadra l'11 giugno 1964 (nella sconfitta per 4-1 con il Torino nei quarti di Coppa Italia). Il 14 febbraio 1965 esordisce in Serie A, nella vittoria per 3-0 contro la Lazio. Divenne ben presto titolare nel ruolo di mediano, soppiantando Carlo Tagnin.
In nerazzurro ha conquistato tre scudetti, una Coppa dei Campioni e una Coppa Intercontinentale. Militò con la squadra milanese sino al 1974, con un totale di 310 presenze e 23 reti.
In seguito giocò anche per la Sampdoria, con tre stagioni in Serie A e una in B.

#### Nazionale
Conta 6 presenze in nazionale.

### Dirigente
Dopo una parentesi come allenatore delle giovanili interiste, ha ricoperto il ruolo di osservatore di giovani talenti. Dal 27 marzo 2012 è il nuovo consulente tecnico per la prima squadra come addetto ai rapporti della prima squadra, ruolo occupato fino al 2010 da Gabriele Oriali.

## Statistiche

### Cronologia presenze e reti in nazionale
| Cronologia completa delle presenze e delle reti in nazionale ― Italia | Cronologia completa delle presenze e delle reti in nazionale ― Italia | Cronologia completa delle presenze e delle reti in nazionale ― Italia | Cronologia completa delle presenze e delle reti in nazionale ― Italia | Cronologia completa delle presenze e delle reti in nazionale ― Italia | Cronologia completa delle presenze e delle reti in nazionale ― Italia | Cronologia completa delle presenze e delle reti in nazionale ― Italia | Cronologia completa delle presenze e delle reti in nazionale ― Italia |
| Data                                                                  | Città                                                                 | In casa                                                               | Risultato                                                             | Ospiti                                                                | Competizione                                                          | Reti                                                                  | Note                                                                  |
| --------------------------------------------------------------------- | --------------------------------------------------------------------- | --------------------------------------------------------------------- | --------------------------------------------------------------------- | --------------------------------------------------------------------- | --------------------------------------------------------------------- | --------------------------------------------------------------------- | --------------------------------------------------------------------- |
| 18-6-1966                                                             | Milano                                                                | Italia                                                                | 1 – 0                                                                 | Austria                                                               | Amichevole                                                            | -                                                                     |                                                                       |
| 20-11-1971                                                            | Roma                                                                  | Italia                                                                | 2 – 2                                                                 | Austria                                                               | Qual. Euro 1972                                                       | -                                                                     | 46’                                                                   |
| 4-3-1972                                                              | Atene                                                                 | Grecia                                                                | 2 – 1                                                                 | Italia                                                                | Amichevole                                                            | -                                                                     | 66’                                                                   |
| 29-4-1972                                                             | Milano                                                                | Italia                                                                | 0 – 0                                                                 | Belgio                                                                | Qual. Euro 1972                                                       | -                                                                     |                                                                       |
| 17-6-1972                                                             | Bucarest                                                              | Romania                                                               | 3 – 3                                                                 | Italia                                                                | Amichevole                                                            | -                                                                     | 63’                                                                   |
| 21-6-1972                                                             | Sofia                                                                 | Bulgaria                                                              | 1 – 1                                                                 | Italia                                                                | Amichevole                                                            | -                                                                     | 59’                                                                   |
| Totale                                                                |                                                                       | Presenze                                                              | 6                                                                     |                                                                       | Reti                                                                  | 0                                                                     |                                                                       |

## Palmarès

### Competizioni nazionali
- Campionato italiano: 3

Inter: 1964-1965, 1965-1966, 1970-1971

### Competizioni internazionali
- Coppa dei Campioni: 1

Inter: 1964-1965
- Coppa Intercontinentale: 1

Inter: 1965